# 萧华 (上将)
萧华（1916年1月21日—1985年8月12日），又名萧以僔，江西兴国人，中国共产黨、中华人民共和国政治人物，原副国级领导人，中国人民解放军上将。其姓名受二简字影响有时写作“肖华”。
萧华于1930年参加中国工农红军和中国共产党，长期从事政治工作。历任红四军军委青年委员、营政委、团政委、红一军团政治部青年部部长、少共国际师政委、红一军团组织部长、红二师政委，参与长征。抗日战争时期，任八路军115师343旅政委、东进抗日挺进纵队司令员兼政治委员、115师兼山东军区政治部主任。第二次国共内战时期，任东北民主联军辽东军区司令员兼政治委员、南满军区副司令员兼副政治委员、东北野战军一兵团政委、第四野战军第十三兵团政委，参与辽沈战役、平津战役，并指挥长春围困战。中华人民共和国成立后，历任中国人民解放军空军政委、总政治部副主任、总干部部部长、总政治部主任等职。文化大革命时遭受迫害，后任军事科学院第二政委、兰州军区政委、第六届全国政协副主席等职。萧华于1955年被授予中国人民解放军上将军衔，也是授衔时最年轻的上将。

## 生平

### 红军时期

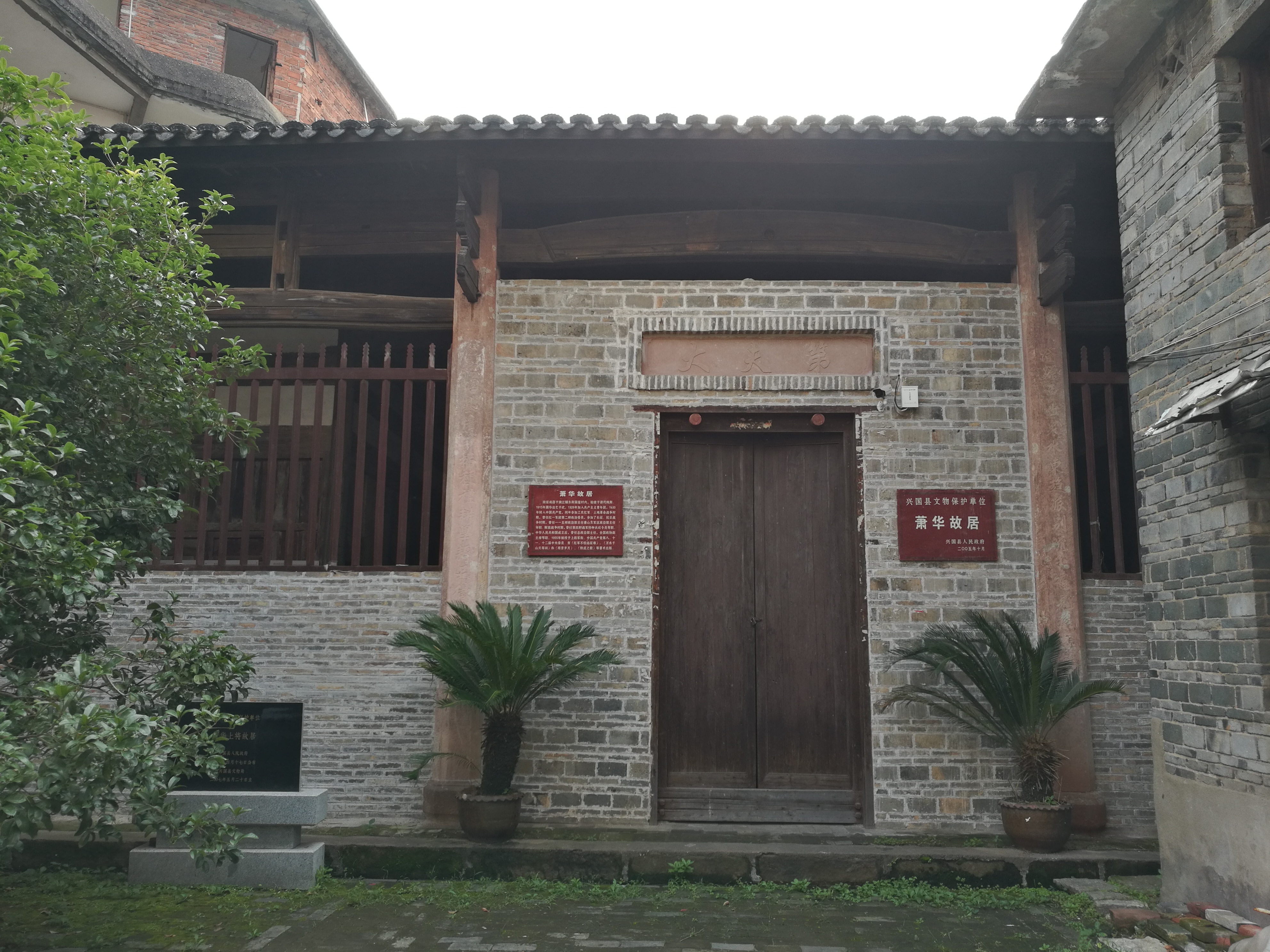
萧华故居

萧华1927年春秘密加入中共党外围组织“青年干社”，1928年加入共青团，同年12月20日参加兴国暴动。1929年2月，萧华参加兴国土地革命干部训练班学习，后任共青团兴国县委组织委员，年底被推选为兴国共青团县委书记。
1930年在毛泽东视察兴国时向其汇报工作，受到其赏识，不久加入中国工农红军和中国共产党，时年仅14岁。萧华出任红四军军委青年委员、特务营三连政委、特务营政委。1932年1月，任红十师三十团政委，4月任红一军团政治部青年部部长。1933年9月，萧华任少共国际师（1934年春改称红军第15师）政委，同师长陈光率部参与中央苏区第五次反围剿战争中的闽北拿口战斗、黎川团村战斗、广昌保卫战、驿前防御战、石城保卫战，完成中央军委交给的任务。
1934年10月参加长征，与彭绍辉率红15师突破国军四道封锁线，掩护军委纵队。在湘江战役中，红15师损失惨重。1935年1月，红15师番号撤销，萧华调任红一军团组织部长。
1935年3月21日，萧华率红军先遣部队强渡乌江，为大部队前进打开通道。5月，萧华协助刘伯承与彝族首领小叶丹歃血为盟，保障红军顺利通过彝族地区。在红军强渡大渡河时，萧华亲自吹冲锋号鼓舞红军战士。1935年6月起，任红二师政治委员、红军陕甘支队第一大队政委，率部参与腊子口战役、攻克通渭以及青石嘴战斗，于10月到达陕北，并参加直罗镇战役。1935年12月，任红一军团第二师政委，参加东征战役、西征战役和山城堡战役。1936年2月东征战役的兑久峪战斗中，萧华左腿负伤。

### 抗日战争时期
抗日战争开始后，任八路军115师政治部副主任，参与平型关战役。10月，萧华任第343旅政委，参与广阳伏击战和午城、井沟战斗。

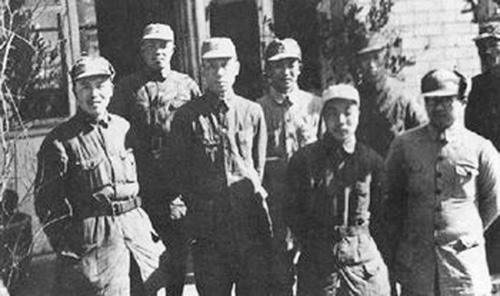
1942年，刘少奇视察115师与山东军区，自左为黎玉、周长胜、刘少奇、陈光、萧华、梁兴初、罗荣桓

1938年6月，萧华任八路军东进抗日挺进纵队司令员兼政治委员，率343旅部分机关人员和少量部队进入冀鲁平原，于1938年9月27日抵达山东乐陵，开辟冀鲁边抗日根据地，组建了两万人的部队，被称为“娃娃司令”。由于冀鲁边区威胁天津、沧州、德州、济南等地和津浦铁路，因此遭到日军多次扫荡。1939年，冀鲁边区灾荒严重，大部队难以存留，萧华不得不于9月下旬率主力转移至鲁西。1939年11月，萧华出任鲁西军区司令员兼政治委员，次年年初被选为鲁西行政公署主任，在鲁西开辟根据地。1940年7月，萧华率部击败国军石友三部。
1941年12月起，肖华任第一一五师政治部主任，兼山东军区政治部主任，协助罗荣桓领导山东根据地的斗争，粉碎日军扫荡，并争取了四支伪军部队参加八路军。萧华还领导了山东地区的整风运动、精兵简政、开展“铁的模范党军活动”等项工作。

### 第二次国共内战时期

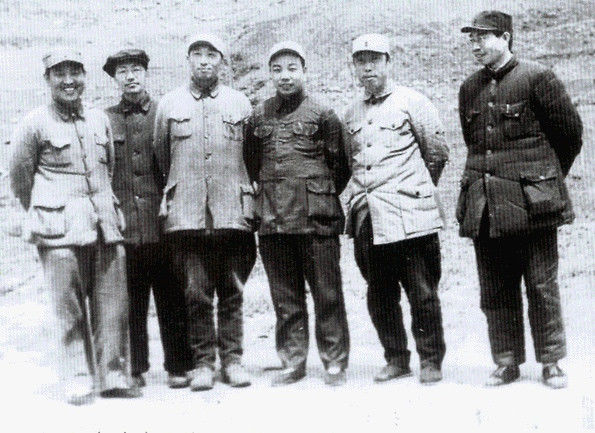
1946年国共东北战场，右起林一山、刘澜波、萧华、张学思、白坚、江华

抗战胜利后，萧华率部渡海抢占东北，开辟南满根据地，任东满人民自卫军司令员兼政委。1946年1月，任东北民主联军辽东军区司令员兼政委和中共辽东省委书记。1946年4月，指挥本溪保卫战，但最终放弃本溪；5月，指挥鞍海战役，迫使国军184师师长潘朔端率部倒戈；10月，指挥新开岭战役，歼灭国军25师8,000余人:158。1946年12月，由于南满局势恶化，陈云和萧劲光被派到南满地区领导工作，萧华改任南满军区副司令员兼副政委、南满分局副书记，协助指挥了四保临江战役，后又参与夏秋冬攻势。
1948年5月，萧华任东北军区第一前线指挥所（后改第一兵团）政治委员，与萧劲光共同指挥长春围困战:326。在迫使长春国军投降后，南下参与辽沈战役的沈阳外围作战。11月，萧华任东北野战军特种兵纵队司令员，参与平津战役。1949年3月，萧华任第四野战军特种兵司令员:446，4月28日改任第13兵团政治委员:469。1949年7月，萧华作为中国青年代表团团长，率团到布达佩斯参加第二届世界青年联欢会，并当选为第二届世界民主青年联盟理事，尔后，应邀访问了东欧的社会主义国家。

### 中华人民共和国成立后

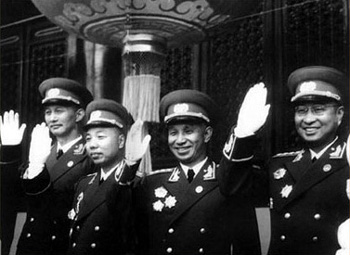
1955年国庆节，洪学智、萧华、粟裕、陈赓在天安门城楼

1949年，中华人民共和国成立，1950年1月萧华任中国人民解放军空军政治委员，与刘亚楼合作组建解放军空军。4月调任中国人民解放军总政治部副主任，1954年11月兼任政治学院副院长。1955年被授予上将军衔和一级八一勋章、一级独立自由勋章、一级解放勋章，时年仅39岁，是中国人民解放军历史上最年轻的上将。1956年9月任中共中央监察委员会副书记，12月任总干部部部长。
1959年10月任中央军委副秘书长。庐山会议后的军委扩大会议上，北京军区参谋长锺伟为彭德怀辩白，萧华当场下令把鍾偉带上手铐押出会场。1964年5月，任中国人民解放军监察委员会书记，9月，接替病故的罗荣桓，任中国人民解放军总政治部主任。1965年1月军委办公会议上，萧华批判上年的大比武、大练兵和十三陵的军事表演，马上遭到杨得志、杨勇、秦基伟等围攻。1966年，任中共中央军委常委。曾参与制定《中国人民解放军政治工作条例》、《连队管理教育工作条例》。
1967年7月25日，蕭華在文革中受冲击，被关入狱中长达7年。1975年7月任军事科学院第二政委，1977年任兰州军区政委、中共中央军委委员、中共甘肃省委第二书记。
萧华是著名歌曲《长征组歌》的作词者。是中共第八、十一、十二届中央委员，第三届国防委员会委员。1983年6月，萧华当选中国人民政治协商会议第六届全国委员会副主席。1985年8月12日于北京病逝。

## 著作
- 《红军不怕远征难》（长征组歌）作词，1965-10 音乐出版社
- 《艰苦岁月》萧华将军回忆录 1983 上海文艺出版社
- 《萧华文集》（上下）2014-07 解放军出版社